# 五翕侯
五翕侯是古代大月氏西迁至中亞前后的五个大诸侯部落。“翕侯”是大月氏和貴霜王朝時期對諸侯的稱呼。五翕侯分别是贵霜、休密、双靡、肸顿、高附（《後漢書》稱第五個翕侯為都密），其位置約在今阿富汗一帶。公元一世紀時，貴霜先後滅掉其他四翕侯，建立大國，當時周邊諸國及後世稱它為“貴霜”，而漢朝仍稱它為“大月氏”。

## 古代史書關於五翕侯的記載

### 漢代
根據《漢書》卷九十六·西域傳所載，五翕侯如下：
- 休密翕侯 - 治和墨城，去都護（漢朝所置的“西域都護府”所在地）二千八百四十一里，去陽關（今甘肅敦煌西南）七千八百二里；
- 雙靡翕侯 - 治雙靡城，去都護三千七百四十一里，去陽關七千七百八十二里；
- 貴霜翕侯 - 治護澡城，去都護五千九百四十里，去陽關七千九百八十二里；
- 肸頓翕侯 - 治薄茅城，去都護五千九百六十二里，去陽關八千二百二里；
- 高附翕侯 - 治高附城，去都護六千四十一里，去陽關九千二百八十三里。《後漢書》稱第五個翕侯為都密，又說高附在大月氏西南，本來不屬於五翕侯，後來月氏打敗安息後才佔領該地。

以上五翕侯皆屬大月氏。

### 南北朝
到了南北朝時期，五翕侯的故地出現了一些新的國家，《魏書》列傳第九十有以下記載：
“伽倍國，故休密翕侯。都和墨城，在莎車西，去代（北魏首都，今山西大同市）一萬三千里。人居山谷間。
折薛莫孫國，故雙靡翕侯。都雙靡城，在伽倍西，去代一萬三千五百里。人居山谷間。
鉗敦國，故貴霜翕侯。都護澡城，在折薛莫孫西，去代一萬三千五百六十里。人居山谷間。
弗敵沙國，故肸頓翕侯。都薄茅城，在鉗敦西，去代一萬三千六百六十里。居山谷間。
閻浮謁國，故高附翕侯。都高附城，在弗敵沙南，去代一萬三千七百六十里。居山谷間。”